# Cedar Grove (Wisconsin)
Cedar Grove és una població dels Estats Units a l'estat de Wisconsin. Segons el cens del 2000 tenia 1.887 habitants.

## Demografia
Segons el cens del 2000, Cedar Grove tenia 1.887 habitants, 699 habitatges, i 529 famílies. La densitat de població era de 353,7 habitants per km².
Dels 699 habitatges en un 38,1% hi vivien nens de menys de 18 anys, en un 67,7% hi vivien parelles casades, en un 6,2% dones solteres, i en un 24,2% no eren unitats familiars. En el 21,6% dels habitatges hi vivien persones soles el 10,2% de les quals corresponia a persones de 65 anys o més que vivien soles. El nombre mitjà de persones vivint en cada habitatge era de 2,7 i el nombre mitjà de persones que vivien en cada família era de 3,17.
Per edats la població es repartia de la següent manera: un 29,7% tenia menys de 18 anys, un 7% entre 18 i 24, un 28,2% entre 25 i 44, un 19,8% de 45 a 60 i un 15,3% 65 anys o més.
L'edat mediana era de 36 anys. Per cada 100 dones de 18 o més anys hi havia 94,3 homes.
La renda mediana per habitatge era de 49.674 $ i la renda mediana per família de 55.781 $. Els homes tenien una renda mediana de 42.112 $ mentre que les dones 21.701 $. La renda per capita de la població era de 20.658 $. Aproximadament el 3% de les famílies i el 2,4% de la població estaven per davall del llindar de pobresa.

## Poblacions més properes
El següent diagrama mostra les poblacions més properes.